# ليونارد ديفيس (عازف جاز)
ليونارد ديفيس (بالإنجليزية: Leonard Davis)‏ هو عازف جاز أمريكي، ولد في 4 يوليو 1905 في سانت لويس في الولايات المتحدة، وتوفي في 1957.

## وصلات خارجية
- ليونارد ديفيس على موقع ميوزك برينز (الإنجليزية)
- ليونارد ديفيس على موقع أول ميوزيك (الإنجليزية)
- ليونارد ديفيس على موقع ديسكوغز (الإنجليزية)